# Guido Herzfeld
Pour les articles homonymes, voir Herzfeld.
Guido Herzfeld, nom de scène de Guido Kornfeld (né vers 1870 à Karolinenthal, mort le 16 novembre 1923 à Berlin) est un acteur allemand.

## Biographie
Herzberg a son premier engagement à Leoben en 1892. Les autres étapes de sa carrière sont Pettau, Passau, Pilsen, Aix-la-Chapelle, Mannheim et Munich. En 1899-1900, il se dirige pour la première fois à Bochum.
En 1902, il vient à Berlin et joue au Intimes Theater. Il apparaît dans le cabaret Schall und Rauch et le Kleines Theater. Herzfeld est employé pour la dernière fois à la Volksbühne Berlin de 1917 à 1923 et continue à travailler comme acteur et metteur en scène.
Herzfeld est beaucoup au cinéma à partir de 1914, souvent dans les rôles d'un père ou d'un étrange solitaire. En juillet 1922, il fonde la Guido Herzfeld Film GmbH avec l'homme d'affaires Hans Ferdinand Hiller. Il décède subitement en novembre 1923 à 52 ans, peu de temps après avoir été sur scène.

## Filmographie
- 1914 : Wollen Sie meine Tochter heiraten?
- 1915 : Die Konservenbraut
- 1915 : Schlemihl
- 1915 : Und wandern sollst du ruhelos
- 1915 : Die Kinderlose Witwe
- 1915 : Das Abenteuer des Van Dola
- 1915 : Brüderherzen
- 1916 : Der Sekretär der Königin
- 1916 : Der Schirm mit dem Schwan
- 1916 : Le Palais de la chaussure Pinkus
- 1916 : Theophrastus Paracelsus
- 1916 : Lehmanns Brautfahrt
- 1916 : Die Glücksschmiede
- 1917 : Der standhafte Benjamin
- 1917 : Der Blusenkönig
- 1917 : Opfer der Leidenschaft
- 1918 : Que la lumière soit (Es werde Licht!) (3e partie) de Richard Oswald
- 1918 : Die seltsame Geschichte des Baron Torelli
- 1918 : Europa postlagernd
- 1918 : Der Glücksucher
- 1918 : Arme Lena
- 1918 : Im Zeichen der Schuld
- 1918 : Der gelbe Schein
- 1918 : Der Teufel
- 1918 : Der Weg, der zur Verdammnis führt
- 1919 : Carewicz
- 1919 : Die Sünderin
- 1919 : Die Arche (de)
- 1919 : Nach dem Gesetz
- 1919 : Der Weg, der zur Verdammnis führt, 2. Teil. Hyänen der Lust
- 1919 : Die Pflicht zu leben
- 1919 : Du meine Himmelskönigin
- 1919 : Das Gift im Weibe
- 1919 : Arme Thea
- 1920 : Der gelbe Tod, 1. Teil
- 1920 : Der Hirt von Maria Schnee
- 1920 : Der große Unbekannte
- 1920 : Der weiße Pfau
- 1920 : Lebenshunger
- 1920 : Whitechapel
- 1920 : Putschliesel
- 1920 : Das Recht der freien Liebe
- 1920 : Bar el Manach
- 1920 : Der langsame Tod
- 1920 : Arme Violetta
- 1920 : Knautsch und Stange
- 1920 : Der Sünde Sold
- 1920 : Der gelbe Tod, 2. Teil
- 1921 : 10 Millionen Volt
- 1921 : Irrende Seelen
- 1921 : Exzellenz Unterrock
- 1921 : Aus den Tiefen der Großstadt
- 1921 : Der Friedhof der Lebenden
- 1921 : Mann über Bord
- 1921 : Die Geliebte Roswolskys
- 1921 : Kean
- 1922 : Das Blut
- 1922 : Nosferatu le vampire
- 1922 : Die fünf Frankfurter
- 1922 : Versunkene Welten
- 1922 : Der Bekannte Unbekannte
- 1922 : Tabea, stehe auf!
- 1923 : Die Prinzessin Suwarin
- 1923 : Tragödie der Liebe
- 1923 : Bob und Mary
- 1923 : I.N.R.I.
- 1924 : Les Finances du grand-duc